# Platymantis biak
Platymantis biak é uma espécie de anfíbio anuros da família Ceratobatrachidae. Está presente nas Filipinas. A UICN classificou-a como vulnerável.